# Mons Ardeshir
Il Mons Ardeshir è un monte lunare intitolato al re persiano Ardeshir. Ha un diametro di circa 8 km.